# 6 ur Silverstona
6 ur Silverstona (tudi 1000 km Silverstona, 500 km Silverstona, 480 km Silverstona, 430 km Silverstona) je vzdržljivostna avtomobilistična dirka, ki s presledki poteka od leta 1976 na dirkališču Silverstone Circuit. Med letoma 1976 in 1992 je bila del Svetovnega prvenstva športnih dirkalnikov, od leta 2012 pa Svetovnega vzdržljivostnega prvenstva.

## Zmagovalci
| Leto    | Dirkač(a)                                         | Moštvo                      | Dirkalnik               | Poročilo  |
| 6 ur    | 6 ur                                              | 6 ur                        | 6 ur                    | 6 ur      |
| ------- | ------------------------------------------------- | --------------------------- | ----------------------- | --------- |
| 1976    | John Fitzpatrick Tom Walkinshaw                   | Hermetite BMW               | BMW 3.5 CSL             | Poročilo  |
| 1977    | Jochen Mass Jacky Ickx                            | Martini Racing              | Porsche 935/77          | Poročilo  |
| 1978    | Jochen Mass Jacky Ickx                            | Martini Racing              | Porsche 935/78          | Poročilo  |
| 1979    | John Fitzpatrick Hans Heyer Bob Wollek            | Gelo Sportswear Team        | Porsche 935/77A         | Poročilo  |
| 1980    | Alain de Cadenet Desiré Wilson                    | Alain de Cadenet            | De Cadenet Lola-Ford    | Poročilo  |
| 1981    | Harald Grohs Walter Röhrl Dieter Schornstein      | Velga Racing Team           | Porsche 935J            | Poročilo  |
| 1982    | Riccardo Patrese Michele Alboreto                 | Martini Racing              | Lancia LC1              | Poročilo  |
| 1000 km |                                                   |                             |                         |           |
| 1983    | Derek Bell Stefan Bellof                          | Rothmans Porsche            | Porsche 956             | Poročilo  |
| 1984    | Jochen Mass Jacky Ickx                            | Rothmans Porsche            | Porsche 956             | Poročilo  |
| 1985    | Jochen Mass Jacky Ickx                            | Rothmans Porsche            | Porsche 962C            | Poročilo  |
| 1986    | Derek Warwick Eddie Cheever                       | Silk Cut Jaguar             | Jaguar XJR-6            | Poročilo  |
| 1987    | Raul Boesel Eddie Cheever                         | Silk Cut Jaguar             | Jaguar XJR-8            | Poročilo  |
| 1988    | Martin Brundle Eddie Cheever                      | Silk Cut Jaguar             | Jaguar XJR-9            | Poročilo  |
| 480 km  |                                                   |                             |                         |           |
| 1989    | Martin Brundle Alain Ferté                        | Silk Cut Jaguar             | Jaguar XJR-11           | Poročilo  |
| 1990    | Derek Warwick Teo Fabi                            | Silk Cut Jaguar             | Jaguar XJR-14           | Poročilo  |
| 500 km  |                                                   |                             |                         |           |
| 1992    | Derek Warwick Yannick Dalmas                      | Peugeot Talbot Sport        | Peugeot 905 Evo 1B      | Poročilo  |
| 2000    | J.J. Lehto Jörg Muller                            | BMW Motorsport              | BMW V12 LMR             | Poročilo  |
| 1000 km |                                                   |                             |                         |           |
| 2004    | Allan McNish Pierre Kaffer                        | Audi Sport UK Team Veloqx   | Audi R8                 | Poročilo  |
| 2005    | Allan McNish Stéphane Ortelli                     | Audi PlayStation Team Oreca | Audi R8                 | Poročilo† |
| 2007    | Marc Gené Nicolas Minassian                       | Team Total Peugeot          | Peugeot 908 HDi         | Poročilo  |
| 2008    | Allan McNish Rinaldo Capello                      | Audi Sport Team Joest       | Audi R10 TDI            | Poročilo  |
| 2009    | Olivier Panis Nicolas Lapierre                    | Team Oreca Matmut AIM       | Oreca 01-AIM            | Poročilo  |
| 2010    | Nicolas Minassian Anthony Davidson                | Team Peugeot Total          | Peugeot 908 HDi FAP     | Poročilo  |
| 6 ur    |                                                   |                             |                         |           |
| 2011    | Sébastien Bourdais Simon Pagenaud                 | Peugeot Sport Total         | Peugeot 908             | Poročilo  |
| 2012    | Benoît Tréluyer André Lotterer Marcel Fässler     | Audi Sport Team Joest       | Audi R18 e-tron quattro | Poročilo  |
| 2013    | Tom Kristensen Allan McNish Loïc Duval            | Audi Sport Team Joest       | Audi R18 e-tron quattro | Poročilo  |
| 2014    | Anthony Davidson Nicolas Lapierre Sébastien Buemi | Toyota Racing               | Toyota TS040 Hybrid     | Poročilo  |
| 2015    | André Lotterer Benoît Tréluyer Marcel Fässler     | Audi Sport Team Joest       | Audi R18 e-tron quattro | Poročilo  |
| 2016    | Marc Lieb Neel Jani Romain Dumas                  | Porsche Team                | Porsche 919 Hybrid      | Poročilo  |
| 2017    | Anthony Davidson Kazuki Nakadžima Sébastien Buemi | Toyota Gazoo Racing         | Toyota TS050 Hybrid     | Poročilo  |
| 2018    | Mathias Beche Thomas Laurent Gustavo Menezes      | Rebellion Racing            | Rebellion R13           | Poročilo  |

† - Dirka se je končala predčasno, po 776 km od predvidenih 1000 km.